# كوبي كوهن
جاكوب «كوبي» كوهن، من مواليد 12 أكتوبر 1943 في زيورخ في سويسرا، لاعب ومدرب كرة قدم سويسري سابق.
لعب أغلب مسيرته الكروية مع نادي زيورخ.
لعب مع منتخب سويسرا لكرة القدم طوال مسيرته الكروية 63 مباراة. درب منتخب بلاده خلال بطولة الأمم الأوروبية 2004 و2008 كما درب منتخب بلاده في كأس العالم في 2006.

## روابط خارجية
- كوبي كوهن على موقع قاعدة بيانات كرة القدم.إي يو (الإنجليزية)
- كوبي كوهن على موقع ليكيب (الفرنسية)
- كوبي كوهن على موقع ناشيونال فوتبول تيمز (الإنجليزية)
- كوبي كوهن على موقع Soccerway.com (الإنجليزية)